# 오스트레일리아폐어
오스트레일리아폐어 또는 호주폐어(Neoceratodus forsteri)는 육기어강에 속하는 폐어류의 일종이다. 케라토두스목(Ceratodontiformes), 오스트레일리아폐어과(Neoceratodontidae 또는 Ceratodontidae), 오스트레일리아폐어속(Neoceratodus)의 유일한 현생종이다. "네오케라토두스 포르스테리"라는 이름으로도 불린다. 다른 폐어류보다 원시적인 특징을 잘 남기고 있다. 전세계의 현존하는 6종의 폐어류 중의 하나이다. 알비노 종은 중국과 일본에 대량으로 수입 되고있다.

## 분포
오스트레일리아 퀸즐랜드주 남동부의 메리 강과 버넷 강 수계에만 유일하게 서식하고 있다. 그러나 근래에는 이 종의 보호를 위해 다른 하천 지역에 대한 이식이 활발히 이루어지고 있으며 몇몇 사례에서는 도입에 성공했다.